# Phyllalia umbripennis
Phyllalia umbripennis är en fjärilsart som beskrevs av Embrik Strand 1911. Phyllalia umbripennis ingår i släktet Phyllalia och familjen Eupterotidae. Inga underarter finns listade i Catalogue of Life.